# Tân Thành, Bắc Sơn
Tân Thành là một xã thuộc huyện Bắc Sơn, tỉnh Lạng Sơn, Việt Nam.
Xã Tân Thành có diện tích 32,2 km², dân số năm 1999 là 1.839 người, mật độ dân số đạt 57 người/km².
Theo thống kê năm 2019, xã Tân Thành có diện tích 32,2 km², dân số là 2.180 người, mật độ dân số đạt 68 người/km².